# Lee J. Cobb
Lee J. Cobb, születési nevén Leo Jacoby (New York, 1911. december 8. – Woodland Hills, 1976. február 11.) amerikai színész. Gyakran alakított szigorú, nyers karaktereket, nyomozókat, bűnözőket, korrupt tisztviselőket, revolverhősöket, bírókat. Négy évtizedes pályája során száznál több mozifilmben és tévésorozatban szerepelt. Ismert Elia Kazan A rakparton (1954) című drámájából, vagy Sidney Lumet első mozifilmjéből, a Tizenkét dühös emberből (1957). 

## Élete

### Származása, családja
Orosz–román eredetű zsidó családban született. Apja Benjamin (Benzion) Jacoby nyomdai betűszedő munkás volt, anyja Kate Neilecht. Leo zenei tehetsége hamar megmutatkozott, kiválóan játszott hegedűn. 16 éves volt, amikor elhagyt a szülői házat és Hollywoodba ment szerencsét próbálni. Borrah Minevitch harmonika-zenekarához csatlakozott. Kabarészínpadokon, rövidfilmekben apró szerepet is kapott, de nem talált állandó munkát. Egy kézsérülés miatt fel kellett adnia a hangszeres zenészi pályát, hazatért New Yorkba. Rádiókészülékekkel házaló ügynökként dolgozott, közben számvitelt tanult a New York Egyetemen.

### Színészi pályája
A színpadi pályáról azonban nem mondott le, 1931-ben ismét Hollywoodba utazott, és a  Pasadena Playhouse színházban kapott színészi állást. Rádiós hangjátékokban is beszélt. 1934-ben apró epizódszerepet (Kent) kapott a Mr. Stanfield árnyéka (The Vanishing Shadow) című krimifilm-sorozatban.
1935-ben a New York-i Group Theatre társulatának tagja lett. Ezt a színházat a társadalmi problémák iránt elkötelezett műsorpolitika jellemezte. 1936-ban Elia Kazan rendező Cobb szerepeltetésével színre vitte Kurt Weill Johnny Johnson című darabját. Később Cobb nagy sikert aratott, mint Willy Loman, Arthur Miller: Az ügynök halála c. drámájának címszerepében, ugyancsak Elia Kazan rendezésében. Ezt a rendezést, Cobb főszereplésével, 1966-ban filmre vette a televízió is. Loman megformálásáért Cobbot Emmy-díjra jelölték.
Apró filmes epizódszerepei után, 1939-ben megkapta romantikus és kalandfilmes szerepeit. A második világháború idején az amerikai légierőhöz jelentkezett, remélve, hogy pilóta kiképzést szerezhet. Ehelyett a hadsereg rádiós szolgálatához osztották be, majd áthelyezték a mozgóképes részleghez (First Motion Picture Unit), itt a háborús erőfeszítéseket segítő jószolgálati és propaganda műsorok készítésében dolgozott. Tizedesi rangban szerelt le, a Victory Medal és az American Campaign Medal kitüntetésekkel.
A háború után keresett karakterszínészként tért vissza. Alkatának megfelelően legtöbbször domináns, autoriter személyiségeket formált meg, így bűnügyi filmek és film noirok sorában tűnt fel (Koch felügyelő a Johnny O’Clock-ban, Brian a Call Northside 777-ban, Mike Figlia a Tolvajok országútjában). Számos szerepében hitelesen alakított saját koránál sokkal idősebb karaktereket is.

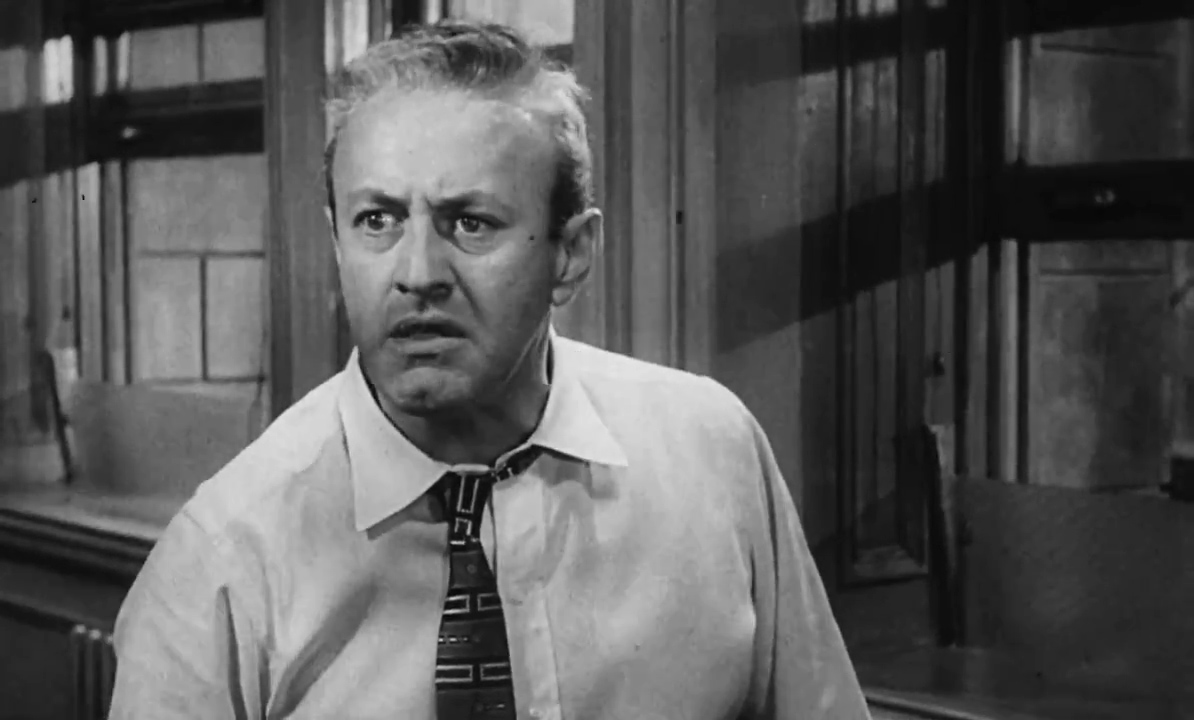
A Tizenkét dühös ember (1957) című filmben

A háború után, a Group Theatre számos művészével együtt a Cobb házaspárt is meggyanúsították, hogy kommunista szimpatizáns. Cobb két éven át megtagadta, hogy megjelenjen és vallomást tegyen az Amerika-ellenes tevékenységet vizsgáló bizottság előtt. Feketelistára tették, színészi pályája megszakadt, nem dolgozhatott. Előbb a felesége, azután Cobb is megtört, vallomást tett, és kiadta az Amerikai Kommunista Párt több tagjának nevét. Rehabilitálták, ismét kaphatott munkát Hollywoodban, a Bizottság által már korábban „betört” kollégái, Elia Kazan és Budd Schulberg mellett. Az 1960-es években Cobb kimagasló értékű drámai szerepeket alakított: így pl. korrupt szakszervezeti vezetőt alakított Elia Kazan 1954-es A rakparton c. filmjében, Karl Malden, Orson Welles és Rod Steiger társaságában, az egyik esküdtet játszotta Sidney Lumet első mozifilmjében, az 1957-es Tizenkét dühös ember-ben. 1960-ban a Leon Uris regénye alapján készült, Izrael állam alapítását heroizáló Otto Preminger-filmben, az Exodus-ban Cobb az Ari Ben Canaant játszó Paul Newman apját formálta meg. 1962-ben A vadnyugat hőskora című amerikai történelmi tablóban Ramsay seriffet játszotta, aki George Pepparddal karöltve legyőzi Eli Wallachot és rablóbandáját.

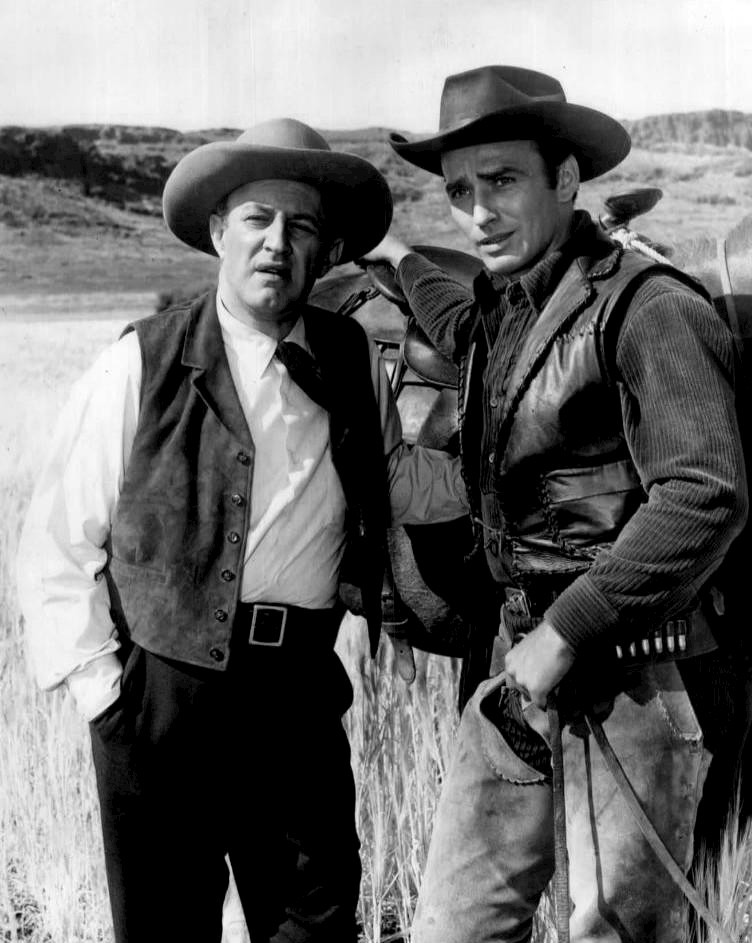
Cobb (b.), mint Garth bíró, a The Virginian-ben, James Druryval (1962)

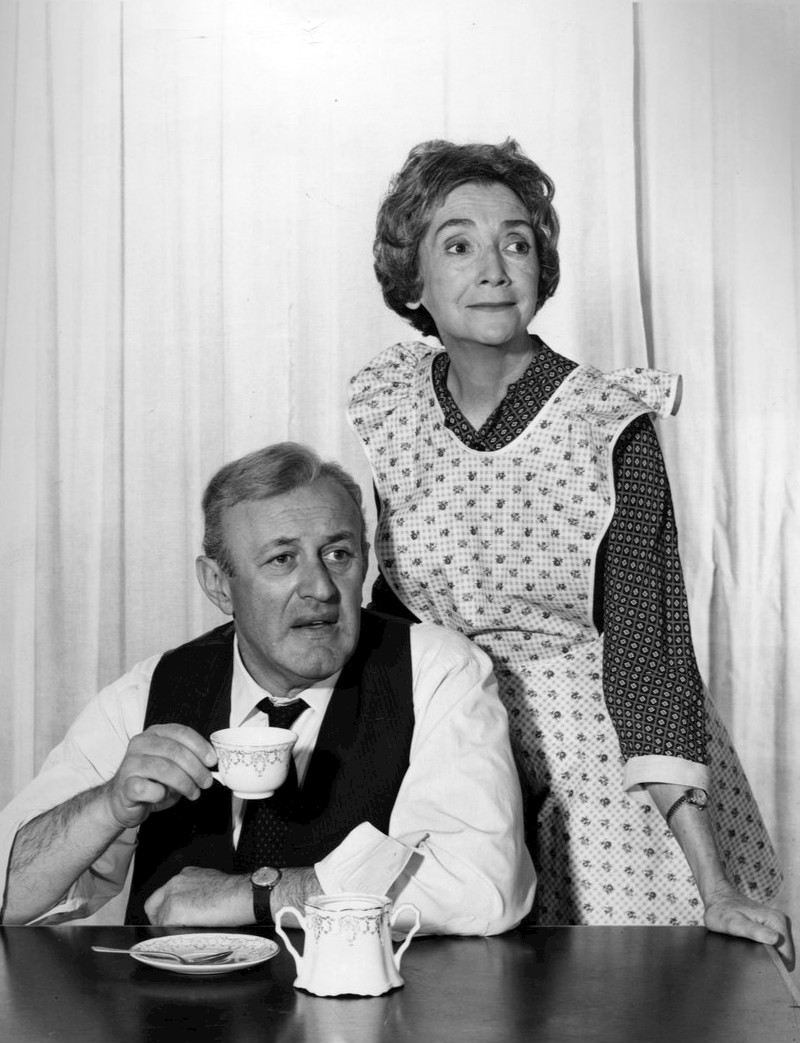
Mildred Dunnock-kal Az ügynök halálában (1966)

1962-ben Cobb megkapta a The Virginian című amerikai tévésorozat egyik főszerepét, Henry Garth bírót. Ezt a szerepet 1966-ig, 120 epizódon keresztül megtartotta. Ezután ismét mozifilmekben játszott, köztük több, Olaszországban forgatott maffiafilmben is. 1969–1971 között ismét sorozatfőszerepet alakított: a The Young Lawyers 25 epizódjában tapasztalt vezető ügyvédet játszott, aki fiatal ügyvédekből toborzott csapatot irányítva kispénzű, rászoruló embereknek nyújt jogi védelmet. 
1968-ban Don Siegel rendező Coogan blöffje című bűnügyi filmjében Clint Eastwooddal osztozott a főszerepen. Ugyanebben az évben a társadalmi problémák iránt elkötelezett Damiano Damiani rendező Mint a bagoly nappal című gengszterfilmjében Don Mariano maffiavezért alakította, Claudia Cardinale és Franco Nero mellett. 1971-ben Michael Winner A törvény nevében című westernfilmes rendezésében Cobb főszerepet kapott, Burt Lancaster, Robert Ryan és Robert Duvall mellett. 
Egyik utolsó nagy filmszerepét, Kindeman rendőrnyomozót 1973-ban játszotta el William Friedkin rendező Az ördögűző című, azóta klasszikussá vált horrorfilmjében, Max von Sydow és Linda Blair mellett.

### Magánélete
1940-ben kötött házasságot Helen Beverley (Beverly, 1916–2011) színésznővel, aki jiddis nyelvű színpadokon és filmekben szerepelt. Két gyermekük született, Vincent és húga, Julie Cobb (1947); utóbbi később színésznő lett. 1952 júliusában a házasfelek elváltak. 1957 júniusában Cobb másodszor is megnősült, Helen Brako Hirsch tanárnőt vette el. A második házasságból, amelyből két újabb gyermek született, 1976-ban szintén válással végződött.
1976-ban hunyt el lakóhelyén, Los Angeles Woodland Hills nevű elővárosában, 64 évesen, szívinfarktus következtében. A Los Angeles-i Mount Sinai Memorial Park temetőben nyugszik.
1982-ben felvették a New York-i Amerikai Színházi Hírességek Dicsőséglistájára (American Theatre Hall of Fame).

## Fontosabb filmszerepei
- 1934: Mr. Stanfield árnyéka (The Vanishing Shadow); útépítő művezető
- 1937: North of the Rio Grande; Goodwin
- 1937: A modern Ali Baba (Ali Baba Goes to Town); arab férfi
- 1939: Golden Boy; Mr. Bonaparte
- 1940: Szerelmi házasság (This Thing Called Love); Julio Diestro
- 1941: A fiúk városának férfiai (Men of Boys Town); Dave Morris
- 1941: Paris Calling; Captain Schwabe
- 1943: Bernadette (The Song of Bernadette); Dr. Dozous
- 1944: Winged Victory; doktor
- 1946: Anna és a sziámi király (Anna and the King of Siam); Kralahome
- 1947: Johnny O’Clock; Koch rendőrfelügyelő
- 1947: Bumeráng (Boomerang!); Harold F. Robinson rendőrfőnök
- 1947: Captain from Castile; Juan Garcia
- 1948: Call Northside 777; Brian Kelly
- 1948: The Luck of the Irish; Augur nyomozó
- 1949: Tolvajok országútja (Thieves’ Highway); Mike Figlia
- 1951: Somerset Maugham-tévészínház, Az ördög sarkantyúja (The Moon and Sixpence); Charles Strickland
- 1951: Sirokkó (Sirocco); Feroud ezredes
- 1952: The Fighter; Durango
- 1954: Yankee Pasha; a szultán
- 1954: A rakparton (On the Waterfront); Johnny Friendly
- 1954: Day of Triumph; Zadok
- 1955: Lux Video Theatre; tévésorozat; The Life of Emile Zola; Émile Zola
- 1955: Producers’ Showcase; tévésorozat; Darkness at Noon c. előadás; Rubashev
- 1955: The Road to Denver; Jim Donovan
- 1955: Az Isten bal keze (The Left Hand of God); Mieh Yang
- 1956: A szürke öltönyös férfi (The Man in the Gray Flannel Suit); Bernstein bíró
- 1957: Tizenkét dühös ember (12 Angry Men); a harmadik esküdt
- 1957: The Garment Jungle; Walter Mitchell
- 1958: A Karamazov testvérek (The Brothers Karamazov); Fjodor Karamazov
- 1958: A vadnyugati ember (Man of the West); Dock Tobin
- 1958: Party Girl; Rico Angelo
- 1959: The Trap; Victor Massonetti
- 1959: Zöld paloták (Green Mansions); Nuflo    -  Anthony Perkins, Audrey Hepburn, rend Mel Ferrer
- 1960: Exodus; Barak Ben Canaan
- 1961: Vincent Van Gogh: A Self-Portrait; tévéfilm; Vincent van Gogh
- 1962: Az apokalipszis négy lovasa (The Four Horsemen of the Apocalypse); Julio Madariaga
- 1962: A vadnyugat hőskora (How the West Was Won); Lou Ramsey seriff
- 1962: The Devil’s Children; Henry Garth bíró
- 1962: Come Blow Your Horn; Harry Baker
- 1966: Derek Flint (Our Man Flint); Cramden
- 1962–1966: The Virginian; tévésorozat; 120 epizódban; Henry Garth bíró
- 1966: Az ügynök halála (Death of a Salesman); tévéfilm; Willy Loman
- 1968: Mint a bagoly nappal (Il giorno della civetta); Don Mariano Arena
- 1968: Coogan blöffje (Coogan's Bluff); McElroy hadnagy
- 1969: Mackenna aranya (Mackenna’s Gold); a kiadó
- 1970: L. B. Jones felszabadítása (The Liberation of L.B. Jones); Oman Hedgepath
- 1971: A törvény nevében (Lawman); Vincent Bronson
- 1970–1971: The Young Lawyers; tévésorozat; 25 epizódban; David Barrett
- 1973: A férfi, aki szerette a táncoló macskát (The Man Who Loved Cat Dancing); Harvey Lapchance
- 1973: A rendőrség csak áll és néz (La polizia sta a guardare); Jovine rendőrfőnök
- 1973: Az ördögűző (The Exorcist); William Kinderman rendőrnyomozó
- 1974: Dr. Max (Il dottor Max); Dr. Maxwell „Max” Gordon
- 1974: Trapped Beneath the Sea; tévéfilm; Victor Bateman
- 1974: Gunsmoke, tévésorozat; Josiah Johnson ezredes
- 1975: Szerelmi hadviselés (That Lucky Touch); Henry Steedman altábornagy
- 1976: Alle origini della mafia; tévé-minisorozat; Don Bartolomeo Gramignano

## Fontosabb díjak, jelölések
Oscar-díj
- 1955: jelölés: legjobb mellékszereplő (A rakparton)
- 1959: jelölés: legjobb mellékszereplő ( A Karamazov testvérek)

Golden Globe-díj
- 1958: jelölés: legjobb mellékszereplő ( Tizenkét dühös ember)
- 1964: jelölés: legjobb mellékszereplő (Come Blow Your Horn)

Emmy-díj
- 1958: jelölés: legjobb alakítás (Studio One)
- 1960: jelölés: legjobb alakítás (Project 90)
- 1967: jelölés: legjobb drámai alakítás (Az ügynök halála)

Laurel-díj
- 1960: jelölés: legjobb színészi alakítás (Exodus)